# Backhoppning vid olympiska vinterspelen 2006
Backhoppning vid olympiska vinterspelen 2006 hölls i Stadio del Trampolino i Pragelato, 82 km från Turin, Italien.

## Medaljörer
| Gren                     | Guld                                                                             | Silver                                                                 | Brons                                                                           |
| Normalbacken Detaljer... | Norge · Lars Bystøl                                                              | Finland · Matti Hautamäki                                              | Norge · Roar Ljøkelsøy                                                          |
| Stora backen Detaljer... | Österrike · Thomas Morgenstern                                                   | Österrike · Andreas Kofler                                             | Norge · Lars Bystøl                                                             |
| Lagtävling Detaljer...   | Österrike · Andreas Widhölzl · Andreas Kofler · Martin Koch · Thomas Morgenstern | Finland · Tami Kiuru · Janne Happonen · Janne Ahonen · Matti Hautamäki | Norge · Lars Bystøl · Bjørn Einar Romøren · Tommy Ingebrigtsen · Roar Ljøkelsøy |

## Medaljligan
| Pl. | Nation    | Guld | Silver | Brons | Totalt |
| --- | --------- | ---- | ------ | ----- | ------ |
| 1   | Österrike | 2    | 1      | 0     | 3      |
| 2   | Norge     | 1    | 0      | 3     | 4      |
| 3   | Finland   | 0    | 2      | 0     | 2      |

## Herrar

### Normalbacke
Tävlingen hölls vid "Stadio del Trampolino" med en K-punkt på 106 meter.
- 12 februari 2006

| Medalj | Tävlande           | Poäng |
| Guld   | Lars Bystøl        | 266,5 |
| Silver | Matti Hautamäki    | 265,5 |
| Brons  | Roar Ljøkelsøy     | 264,5 |
| 4      | Michael Uhrmann    | 264,0 |
| 5      | Andreas Küttel     | 262,5 |
| 6      | Janne Ahonen       | 261,5 |
| 7      | Adam Małysz        | 261,0 |
| 8      | Michael Neumayer   | 260,5 |
| 9      | Thomas Morgenstern | 259,5 |
| 10     | Dmitrij Vasiljev   | 258,5 |

### Stor backe
Tävlingen hölls vid "Stadio del Trampolino" med en K-punkt på 140 meter.
- 18 februari 2006

| Medalj | Tävlande            | Poäng |
| Guld   | Thomas Morgenstern  | 276,9 |
| Silver | Andreas Kofler      | 276,8 |
| Brons  | Lars Bystøl         | 250,7 |
| 4      | Roar Ljøkelsøy      | 242,8 |
| 5      | Matti Hautamäki     | 242,4 |
| 6      | Andreas Küttel      | 239,1 |
| 7      | Bjørn Einar Romøren | 238,2 |
| 8      | Takanobu Okabe      | 236,8 |
| 9      | Janne Ahonen        | 234,1 |
| 10     | Jakub Janda         | 230,5 |

### Lagtävling - stor backe
Tävlingen hölls vid "Stadio del Trampolino" med en K-punkt på 140 meter.
- 20 februari 2006

| Medalj | Lag                                                                    | Poäng |
| Guld   | (Andreas Widhölzl, Andreas Kofler, Martin Koch, Thomas Morgenstern)    | 984,0 |
| Silver | (Tami Kiuru, Janne Happonen, Janne Ahonen, Matti Hautamäki)            | 976,6 |
| Brons  | (Lars Bystøl, Bjørn Einar Romøren, Tommy Ingebrigtsen, Roar Ljøkelsøy) | 950,1 |
| 4      | (Michael Neumayer, Martin Schmitt, Michael Uhrmann, Georg Späth)       | 922,6 |
| 5      | (Kamil Stoch, Stefan Hula, Robert Mateja, Adam Małysz)                 | 894,4 |
| 6      | (Daiki Itō, Tsuyoshi Ichinohe, Noriaki Kasai, Takanobu Okabe)          | 893,1 |
| 7      | (Michael Möllinger, Guido Landert, Andreas Küttel, Simon Ammann)       | 886,9 |
| 8      | (Denis Kornilov, Dmitrij Ipatov, Dmitrij Vasiljev, Ildar Fatkullin)    | 856,8 |
| 9      | (Ondřej Vaculík, Jan Matura, Borek Sedlák, Jakub Janda)                | 397,0 |
| 10     | (Rok Benkovič, Robert Kranjec, Primož Peterka, Jernej Damjan)          | 390,4 |

## Deltagande nationella olympiska kommittéer
| - Österrike (4) - Vitryssland (2) - Bulgarien (2) - Kanada (4) - Kina (4) - Tjeckien (5) - Estland (2) - Finland (5) - Tyskland (5) - Italien (4) - Japan (5) | - Kazakstan (4) - Sydkorea (4) - Norge (5) - Polen (5) - Ryssland (4) - Slovakien (1) - Slovenien (4) - Schweiz (4) - Ukraina (1) - USA (5) |